# 雷丁
雷丁（發音：/ˈrɛdɪŋ/ ⓘ RED-ing；香港又譯列定），英國英格蘭東南區域伯克郡的自治市鎮，英格蘭的單一管理區之一，人口142,800，面積40.40平方公里，人口密度3,535人/平方公里。
雷丁在8世紀於泰晤士河與其支流肯尼特河匯流之處建城，以東59公里（37英哩）達英國首都倫敦。雷丁的東、南、西被伯克郡包圍：東、東南與沃金厄姆區相鄰，西、西南與西伯克郡相鄰；北與牛津郡的南牛津郡相鄰。

## 歷史

### 中世紀
雷丁在8世紀於泰晤士河與其支流肯尼特河匯流之處建城，當時稱為「雷丁甘」（Readingum），很可能源於盎格魯-撒克遜語的「雷丁人」，又或者（可能性較低）源於凱爾特語的「河上淺灘」。在871年的雷丁戰役中，雷丁人徹底戰敗，被維京人佔領。1086年書成的《末日審判書》記載雷丁已光復並有600居民，證明維京人最多佔領雷丁約200年。
英格蘭國王亨利一世指令建造的雷丁修道院（Reading Abbey）在1121年落成，使雷丁成為朝聖地。

## 地方沿革
《1888年地方政府法案》在1889年4月1日生效，雷丁成為伯克郡的郡Borough（County Borough，獨立於伯克郡議會的Borough）。《1972年地方政府法案》在1974年4月1日生效，雷丁成為伯克郡的非都市區（Non-metropolitan district），並獲得Borough地位。在1992年成立的英格蘭地方政府委員會（Local Government Commission for England）的建議下，伯克郡議會於1998年4月1日廢除，雷丁成為單一管理區，不再是非都市區，在1998年生效。雷丁自治市議會（Reading Borough Council）極力爭取獲得城市地位，但至今未成功。
伯克郡既是非都市郡，又是名譽郡，而雷丁是單一管理區。如將伯克郡看待為非都市郡，雷丁不屬它的一部分；如將伯克郡看待為名譽郡，雷丁行政上仍屬它的一部分。

## 康樂及文化

### 傳媒
以下媒體有覆蓋雷丁：
- Reading Chronicle（報章）
- Reading Post（報章）
- BBC Radio Berkshire（電視台、電台）
- Heart Thames Valley（電台）
- Radio Hampshire（電台）

### 體育
- 雷丁足球會，主場：米底捷斯基球場（Madejski Stadium）

### 飲食
亨得利帕馬氏公司（Huntley & Palmers）是一家歷史悠久的餅乾公司，曾以「雷丁餅乾」（或譯「里釘餅乾」，Reading Biscuits）聞名世界，他們在中國市場以中國式的包裝來推廣。

## 教育
- 雷丁大學（1892年－）

## 地理

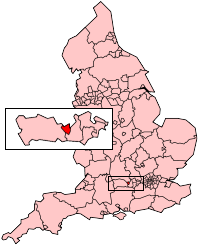
雷丁在英格蘭的位置

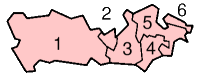
伯克郡行政區劃圖：
1. 西伯克郡
2. 雷丁
3. 沃金厄姆區
4. 布拉克內爾森林
5. 溫莎-梅登黑德
6. 斯勞

雷丁位於泰晤士河與其支流肯尼特河的匯流之處。雷丁的東、南、西被伯克郡包圍：東、東南與沃金厄姆區相鄰，西、西南與西伯克郡相鄰；北與牛津郡的南牛津郡相鄰。

### 附近城市
以下列出雷丁附近的大城市（方位以雷丁為量度點）：
| 城市           | 方位     | 距離（公里 / 英哩） | 距離（公里 / 英哩） |
| -------------- | -------- | ------------------- | ------------------- |
| 倫敦（西敏宮） | 東       | 59 km               | 37 mi               |
| 斯勞           | 東       | 27 km               | 17 mi               |
| 牛津           | 西北偏北 | 38 km               | 24 mi               |
| 南安普敦       | 西南偏南 | 69 km               | 43 mi               |
| 斯溫登         | 西北偏西 | 58 km               | 36 mi               |
| 巴斯           | 西       | 97 km               | 60 mi               |
| 盧頓           | 東北     | 61 km               | 38 mi               |
| 北安普敦       | 北       | 87 km               | 54 mi               |
| 樸茨茅斯       | 南       | 74 km               | 46 mi               |
| 布賴頓         | 東南     | 92 km               | 57 mi               |

## 外部連結
- 维基导游上有關雷丁的旅行指南
- （英文）雷丁自治市議會 （页面存档备份，存于）